# Richard Rolle

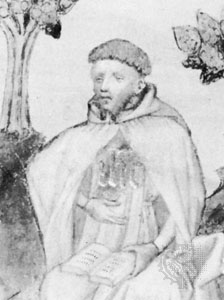
Richard Rolle of Hampole

Richard Rolle, voluit bekend als Richard Rolle of Hampole (Thornton-le-Dale, nabij Pickering, North Yorkshire, ca. 1295 – 1349) was een Engels mysticus, religieus schrijver en kluizenaar. Wat betreft zijn geboortedatum variëren de bronnen tussen 1290 en 1300.
Rolle studeerde in Oxford, waar hij zijn kennis van het Latijn opdeed, en bronnen aan de Sorbonne doen veronderstellen dat hij zijn opleiding als priester voltooide in Parijs.
Vanaf ongeveer 1326 leefde hij in een kluizenaarscel op het landgoed van de bevriende John Dalton, die hij kende uit zijn periode in Oxford. Na vier jaar verhuisde hij naar een cel in Ainderby, nabij Northallerton in Yorkshire. Na jaren van rondtrekken vestigde hij zich uiteindelijk in Hampole bij Doncaster, nabij een klooster van 
Cisterciënzer zusters, wier geestelijk leidsman hij werd. De zusters maakten zich na zijn dood sterk voor een heiligverklaring, maar dat kwam er niet van.
Richard Rolle schreef zowel in het Latijn als in het Engels, waarbij opvallend is dat hij, als een van de eerste religieuze schrijvers, de volkstaal gebruikte. Veel werken worden aan hem toegeschreven, maar onduidelijk is welke daadwerkelijk van zijn hand zijn. Enkele van zijn geschriften werden in de 16e eeuw gedrukt door Wynkyn de Worde.
Zijn Engelstalige werk omvat onder meer The Psalter, or Psalms of David and Certain Canticles, with a Translation and Exposition in English, Ego dormio et cor meum vigilat, the Form of Living, Meditation on the Passion en (waarschijnlijk) het gedicht The Prick of Conscience.
Zijn bekendste werk is De Incendio Amoris, The Fire of Love, waarin hij verslag doet van zijn mystieke ervaringen, die hij omschrijft als een gevoel van lichamelijke warmte en vrede en een ervaring van hemels muziek bij het reciteren van de psalmen.